# Omsk Motors
La "Oficina de Diseño de Motores de Omsk" fue una oficina de diseño especializada en motores de aviación. Originalmente estaba situada en Moscú, en la Unión Soviética pero fue trasladada en 1941. El trabajo fue trasladado a unas instalaciones de maquinaria agrícola.
La oficina regresó a Moscú y se independizó el 5 de julio de 1947, siendo renombrada como "OKB-20". En 1963 abosorbió la OKB-29 y en 1966 fue rebautizada como Mashinostoitel'noe KB (MKB). Desde 1994 se conoce como Omskoe mashinstroitel'noe KB (o OMKB).
Aunque ha tenido muchos jefes y directores, muchos de los motores resultado de sus trabajos se conocen como Glushenkov, por Valentin Andreevich Glushenkov, un diseñador de 1963.